# Paolo Stringara
Paolo Stringara (Orbetello, 22 settembre 1962) è un allenatore di calcio ed ex calciatore italiano, di ruolo centrocampista, tecnico in seconda della nazionale sudcoreana.

## Carriera

### Giocatore
Da calciatore ha ricoperto il ruolo di centrocampista, prima come mezzala e poi come regista centrale davanti alla difesa. Inizia nel settore giovanile dell'Inter, per passare poi nel settembre del 1980 al Siena in serie C, dove giocherà per cinque anni (conquistando due promozioni dalla C2 alla C1) intervallati dalla stagione 1983-84 nel Rende in C1.
Nel campionato 1986-87 arriva al Bologna in serie B, dove giocherà per quattro anni consecutivamente, vincendo il campionato di serie B nella stagione 1987-88. Nel campionato 1989-90, in serie A, conquista con il Bologna (di cui è diventato capitano) la qualificazione in Coppa UEFA.
L'anno seguente, nel campionato 1990-91, passa all'Inter di Giovanni Trapattoni, con la quale arriverà secondo in campionato dietro alla Sampdoria e con la quale conquisterà la Coppa UEFA. L'anno successivo, con l'arrivo all'Inter di Corrado Orrico, trova poco spazio e nel mercato di riparazione passa all'Avellino in serie B. L'esperienza in Irpinia non è positiva: la squadra, infatti, retrocede. Nel campionato 1992-93 torna al Bologna, che nel frattempo è retrocesso in serie B: purtroppo l'annata si concluderà con il fallimento della squadra emiliana.
L'anno successivo torna ad Avellino in serie C, ma subisce un grave infortunio al ginocchio destro e rimane fermo per un lungo periodo, compromettendo la stagione. Nella stagione 1994-95 gioca in C2, nell'Aosta del suo vecchio allenatore ai tempi del Siena, Ferruccio Mazzola, retrocedendo. Chiude la carriera nella stagione 1995-96, nell'Iperzola, nelle vesti di giocatore-allenatore, vincendo il campionato Nazionale Dilettanti e portando, per la prima e unica volta nella sua storia, la squadra fra i professionisti.
In carriera ha totalizzato complessivamente 82 presenze e una rete in serie A, 107 presenze e 9 reti in serie B, 162 presenze e 11 reti in serie C.

### Allenatore
Nella stagione 1995-96 intraprende la carriera da allenatore, nelle vesti di allenatore-giocatore, nell'Iperzola. La squadra disputa il campionato Nazionale Dilettanti e classificandosi prima, davanti al Mantova e al Sassuolo, approda fra i professionisti in C2. L'anno successivo, nel campionato 1996-97, arriva a stagione in corso, al Livorno in C2. Vince nuovamente il campionato e conquista la serie C1 battendo, nella finale play-off di Reggio Emilia, la Maceratese. Nella stagione dopo, in C1 sempre con il Livorno, conquista il record di vittorie iniziali, vincendo le prime nove partite di fila. Arriva in semifinale di Coppa Italia di serie C, mentre in campionato perde la finale play-off per la B contro la Cremonese. La stagione 1998-99 lo vede alla guida del Modena in C1. Arriva terzo a pari merito con il Lumezzane, con il quale perderà i play-off per la B, nella doppia sfida in semifinale.
Nella stagione 1999-2000, a campionato in corso, arriva alla Viterbese in C1. Con la squadra in zona play-off, a poche giornate dalla fine, viene esonerato. L'anno successivo inizia la stagione in Abruzzo, alla guida dell'Aquila, fresca neo promossa in C1. Alla fine del girone di andata, la squadra è prima in classifica ma a fine anno si piazza a metà classifica. Nella stagione 2001-02, viene chiamato alla Pistoiese in serie B, con la squadra penultima in classifica. Dopo una serie di buoni risultati, tanto da riuscire ad uscire dalla zona retrocessione, nel finale di campionato la squadra accusa una flessione e lui viene esonerato. Nel campionato 2003-04 inizia la stagione con lo Spezia in C ma, non riuscendo ad incidere, a metà stagione viene esonerato.
All'inizio della stagione 2005-06 arriva al Torino ma, con l'avvento del presidente Urbano Cairo, viene allontanato. Nel 2006 è chiamato al Perugia in C1, a campionato in corso, arrivando sesto e non centrando, per un solo punto, i play-off per la serie B. L'anno successivo, nel 2007, è alla Lucchese in C1, subentrando a metà campionato: arriva all'ottavo posto, arrivando anche in semifinale di Coppa Italia di categoria. Nella stagione 2008-09 approda al Taranto in C1, chiamato a metà campionato, con la squadra in piena zona play-out; fra mille difficoltà, riesce a chiudere la stagione con un insperato nono posto in classifica. Il 23 ottobre 2009 viene ingaggiato dalla Cavese. La squadra è penultima in classifica ma, con un eccezionale girone di ritorno, ottiene una meritata salvezza, classificandosi alla fine decima.
All'inizio del campionato successivo, nel 2010-11, viene chiamato dal Cosenza. Con 10 punti in 7 gare, alla prima sconfitta in campionato nella trasferta di Barletta, viene esonerato. Dal 18 ottobre 2011 allena il Foggia. La squadra, che al suo arrivo è nella zona bassa della classifica, riesce a risalire la graduatoria, conquistando 30 punti in 18 partite ed arrivando anche in semifinale di Coppa Italia di serie C; poi però infila 4 sconfitte di fila in campionato e Stringara viene esonerato. Nel campionato seguente, il 30 ottobre 2012, viene chiamato al Barletta, dove dopo 6 partite e 4 punti conquistati viene allontanato. Il 13 gennaio 2015 arriva alla guida del Grosseto, dove, dopo 9 partite ed 8 punti conquistati, viene esonerato.
Negli anni seguenti, inizia la collaborazione con il suo ex compagno di squadra Jürgen Klinsmann, entrando a far parte dello staff della nazionale di calcio degli Stati Uniti.
Dal 2015 Paolo Stringara è coinvolto come allenatore nel progetto di una squadra di detenuti che si chiama “Liberi dentro” e riguarda la casa circondariale di Livorno.
Il 15 novembre 2021 viene annunciato come nuovo allenatore della Pro Livorno Sorgenti, club di Serie D. Viene esonerato nel marzo 2022.
Il 13 marzo 2023 viene nominato collaboratore tecnico della nazionale della Corea del Sud allenata da Jürgen Klinsmann.

## Statistiche

### Presenze e reti nei club
| Stagione        | Squadra         | Campionato      | Campionato | Campionato | Coppe nazionali | Coppe nazionali | Coppe nazionali | Coppe continentali | Coppe continentali | Coppe continentali | Altre coppe | Altre coppe | Altre coppe | Totale | Totale |
| Stagione        | Squadra         | Comp            | Pres       | Reti       | Comp            | Pres            | Reti            | Comp               | Pres               | Reti               | Comp        | Pres        | Reti        | Pres   | Reti   |
| --------------- | --------------- | --------------- | ---------- | ---------- | --------------- | --------------- | --------------- | ------------------ | ------------------ | ------------------ | ----------- | ----------- | ----------- | ------ | ------ |
| 1986-1987       | Bologna         | B               | 33         | 3          | CI              | 9               | 1               | -                  | -                  | -                  | -           | -           | -           | 42     | 4      |
| 1987-1988       | Bologna         | B               | 34         | 4          | CI              | 7               | 1               | -                  | -                  | -                  | -           | -           | -           | 41     | 5      |
| 1988-1989       | Bologna         | A               | 29         | 0          | CI              | 3               | 0               | CM                 | 4                  | 0                  | -           | -           | -           | 36     | 0      |
| 1989-1990       | Bologna         | A               | 31         | 0          | CI              | 3               | 1               | -                  | -                  | -                  | -           | -           | -           | 34     | 1      |
| 1990-1991       | Inter           | A               | 22         | 1          | CI              | 4               | 0               | CU                 | 3                  | 0                  | -           | -           | -           | 29     | 1      |
| 1991-1992       | Avellino        | B               | 23         | 2          | CI              | 0               | 0               | -                  | -                  | -                  | -           | -           | -           | 23     | 2      |
| 1992-1993       | Bologna         | B               | 17         | 0          | CI              | 1               | 0               | -                  | -                  | -                  | -           | -           | -           | 18     | 0      |
| Totale Bologna  | Totale Bologna  | Totale Bologna  | 144        | 7          |                 | 23              | 3               |                    | 4                  | 0                  |             | -           | -           | 171    | 10     |
| Totale carriera | Totale carriera | Totale carriera | 189        | 10         |                 | 27              | 3               |                    | 7                  | 0                  |             | -           | -           | 223    | 13     |

### Statistiche da allenatore
Statistiche aggiornate al 30 giugno 2011. In grassetto le competizioni vinte.
| Stagione        | Squadra         | Campionato      | Campionato | Campionato | Campionato | Campionato | Coppe nazionali | Coppe nazionali | Coppe nazionali | Coppe nazionali | Coppe nazionali | Coppe continentali | Coppe continentali | Coppe continentali | Coppe continentali | Coppe continentali | Altre coppe | Altre coppe | Altre coppe | Altre coppe | Altre coppe | Totale | Totale | Totale | Totale | % Vittorie | Piazzamento            |
| Stagione        | Squadra         | Comp            | G          | V          | N          | P          | Comp            | G               | V               | N               | P               | Comp               | G                  | V                  | N                  | P                  | Comp        | G           | V           | N           | P           | G      | V      | N      | P      | %          | Piazzamento            |
| --------------- | --------------- | --------------- | ---------- | ---------- | ---------- | ---------- | --------------- | --------------- | --------------- | --------------- | --------------- | ------------------ | ------------------ | ------------------ | ------------------ | ------------------ | ----------- | ----------- | ----------- | ----------- | ----------- | ------ | ------ | ------ | ------ | ---------- | ---------------------- |
| 1995-1996       | Iperzola        | CND             | 34         | 24         | 2          | 8          | CI-Dil          | 8               | 4               | 2               | 2               | -                  | -                  | -                  | -                  | -                  | PS          | 5           | 1           | 0           | 4           | 47     | 29     | 4      | 14     | 61,70      | 1º (prom.)             |
| 1996-1997       | Livorno         | C2              | 23+3       | 14+3       | 5          | 4          | CI-C            | -               | -               | -               | -               | -                  | -                  | -                  | -                  | -                  | -           | -           | -           | -           | -           | 26     | 17     | 5      | 4      | 65,38      | subentrato, 2º (prom.) |
| 1997-1998       | Livorno         | C1              | 34+3       | 19+1       | 5+1        | 10+1       | CI-C            | 12              | 5               | 4               | 3               | -                  | -                  | -                  | -                  | -                  | -           | -           | -           | -           | -           | 49     | 25     | 10     | 14     | 51,02      | 3º                     |
| Totale Livorno  | Totale Livorno  | Totale Livorno  | 63         | 37         | 11         | 15         |                 | 12              | 5               | 4               | 3               |                    | -                  | -                  | -                  | -                  |             | -           | -           | -           | -           | 75     | 42     | 15     | 18     | 56,00      |                        |
| 1998-1999       | Modena          | C1              | 34+2       | 14         | 12         | 8+2        | CI-C            | 6               | 3               | 2               | 1               | -                  | -                  | -                  | -                  | -                  | -           | -           | -           | -           | -           | 42     | 17     | 14     | 11     | 40,48      | 4º                     |
| 1999-2000       | Viterbese       | C1              | 21         | 8          | 10         | 3          | CI-C            | 1               | 0               | 0               | 1               | -                  | -                  | -                  | -                  | -                  | -           | -           | -           | -           | -           | 22     | 8      | 10     | 4      | 36,36      | subentrato, eson.      |
| 2000-2001       | L'Aquila        | C1              | 34         | 13         | 7          | 14         | CI-C            | 4               | 0               | 3               | 1               | -                  | -                  | -                  | -                  | -                  | -           | -           | -           | -           | -           | 38     | 13     | 10     | 15     | 34,21      | 9º                     |
| 2001-2002       | Pistoiese       | B               | 27         | 6          | 10         | 11         | CI              | -               | -               | -               | -               | -                  | -                  | -                  | -                  | -                  | -           | -           | -           | -           | -           | 27     | 6      | 10     | 11     | 22,22      | subentrato, eson.      |
| 2003-2004       | Spezia          | C1              | 16         | 5          | 5          | 6          | CI-C            | 6               | 4               | 0               | 2               | -                  | -                  | -                  | -                  | -                  | -           | -           | -           | -           | -           | 22     | 9      | 5      | 8      | 40,91      | esonerato              |
| 2005-2006       | Perugia         | C1              | 10         | 4          | 2          | 4          | -               | -               | -               | -               | -               | -                  | -                  | -                  | -                  | -                  | -           | -           | -           | -           | -           | 10     | 4      | 2      | 4      | 40,00      | subentrato, 6º         |
| 2006-2007       | Lucchese        | C1              | 14         | 2          | 8          | 4          | CI+CI-C         | 0+4             | 2               | 0               | 2               | -                  | -                  | -                  | -                  | -                  | -           | -           | -           | -           | -           | 18     | 4      | 8      | 6      | 22,22      | subentrato, 8º         |
| 2008-2009       | Taranto         | 1D              | 18         | 8          | 2          | 8          | CI+CI-LP        | -               | -               | -               | -               | -                  | -                  | -                  | -                  | -                  | -           | -           | -           | -           | -           | 18     | 8      | 2      | 8      | 44,44      | subentrato, 9º         |
| 2009-2010       | Cavese          | 1D              | 20         | 7          | 9          | 4          | CI+CI-LP        | -               | -               | -               | -               | -                  | -                  | -                  | -                  | -                  | -           | -           | -           | -           | -           | 20     | 7      | 9      | 4      | 35,00      | subentrato, 10º        |
| 2010-2011       | Cosenza         | 1D              | 7          | 2          | 4          | 1          | CI+CI-LP        | 2+0             | 0               | 1               | 1               | -                  | -                  | -                  | -                  | -                  | -           | -           | -           | -           | -           | 9      | 2      | 5      | 2      | 22,22      | esonerato              |
| Totale carriera | Totale carriera | Totale carriera | 300        | 130        | 82         | 88         |                 | 43              | 18              | 12              | 13              |                    | -                  | -                  | -                  | -                  |             | 5           | 1           | 0           | 4           | 348    | 149    | 94     | 105    | 42,82      |                        |

## Palmarès

### Giocatore

#### Competizioni nazionali
- Campionato italiano di Serie B: 1

Bologna: 1987-1988
- Serie C2: 2

Siena: 1981-1982 (Girone C), 1984-1985 (Girone A)

#### Competizioni internazionali
- Coppa UEFA: 1

Inter: 1990-1991

### Allenatore

#### Competizioni nazionali
- Campionato Nazionale Dilettanti: 1

Iperzola: 1995-1996 (Girone C)